# Marksizm analityczny
Marksizm analityczny – styl w filozofii anglojęzycznej i w naukach społecznych w latach 80., który charakteryzował się "jasnym i rygorystycznym myśleniem o kwestiach, które są zwykle zakryte mgłą ideologiczną". "Marksisci analityczni" zajmowali się krytycznym czytaniem dzieł Marksa, nie  sytuując się w żadnej z klasycznych teorii interpretacyjnych. Jedną z głównych cech filozoficznych ruchu było odrzucenie elementów heglowskich zwykle wiązanych z marksizmem. Główni przedstawiciele tej nieformalnej grupy to G.A. Cohen, John Roemer, Jon Elster, Adam Przeworski, Erik Olin Wright, Philippe van Parijs i Robert-Jan van der Veen. Stałymi elementami metodologicznymi obecnymi w pismach tzw. "Grupy wrześniowej" (składającej się ze wspomnianych autorów) był indywidualizm metodologiczny oraz racjonalność (przy wykorzystaniu narzędzi stworzonych przez teorię racjonalnego wyboru). 
Początki działalności Grupy wrześniowej związane są z publikacją książki G. A. Cohena poświęconej obronie teorii historii Karola Marksa, w 1978. Cohen broni marksizmu bliskiego ideom Drugiej Międzynarodówki, kładąc nacisk na pojęcia bazy i nadbudowy, do których dodaje zasadę zwaną "tezą rozwojową" (development thesis: siły produkcyjne mają tendencję do rozwijania się poprzez historię, zob. s. 30) i tezą racjonalności (rationality thesis: rozwój sił produkcyjnych idzie w parze z wymaganiami racjonalności). Racjonalność gra u Cohena rolę centralną w rozumieniu ludzkiej natury, jej charakter nie jest jednak w pełni wyjaśniony. Marksizm analityczny miał odtąd na celu bardziej szczegółowe opisanie tego problemu.

## Literatura
- Carter, A. (1988) Marx: A Radical Critique. Boulder: Westview Press. ISBN 0-710-80449-0
- Carver, T. and Thomas, P. (eds.) (1995) Rational Choice Marxism. London: MacMillan. ISBN 0-271-01463-6
- Cohen, G. A. (1978) Karl Marx's Theory of History: A Defence. Oxford: Oxford University Press. ISBN 0-691-02008-6
- Cohen, G. A. (1988) History, Labour, and Freedom: Themes from Marx. Oxford: Oxford University Press. ISBN 0-19-824816-4
- Cohen, G. A. (1995) Self-Ownership, Freedom, and Equality. Cambridge: Cambridge University Press. ISBN 0-521-47751-4
- Cohen, G. A. (2000a) Karl Marx's Theory of History: A Defence (Expanded Edition). Oxford: Oxford University Press. ISBN 0-19-924206-2
- Cohen, G. A. (2000b) If You're an Egalitarian, How Come You're So Rich? Cambridge, Mass.: Harvard University Press. ISBN 0-674-00218-0
- Elster, J. (1985) Making Sense of Marx. Cambridge: Cambridge University Press. ISBN 0-521-29705-2
- Elster, J. (1986) An Introduction to Karl Marx. Cambridge: Cambridge University Press. ISBN 0-521-33831-X
- Gordon, D. (1991) Resurrecting Marx: The Analytical Marxists on Freedom, Exploitation, and Justice. New Jersey: Transaction Publishers. ISBN 0-88738-390-4
- Hirst, P. (1985) 'G. A. Cohen's Theory of History', in Marxism and Historical Writing. London: Routledge. ISBN 0-7100-9925-8
- Levine, A. and Wright, E. O. (1980) 'Rationality and Class Struggle', New Left Review 123.
- Mayer, T. F. (1994) Analytical Marxism. Thousand Oaks, California: Sage. ISBN 0-8039-4681-3
- Przeworski, A. (1985) Capitalism and Social Democracy. Cambridge: Cambridge University Press. ISBN 0-521-26742-0
- Roberts, M. (1996) Analytical Marxism: A Critique. London: Verso. ISBN 1-85984-855-9
- Roemer, J. (1982) A General Theory of Exploitation and Class. Cambridge, Mass.: Cambridge University Press. ISBN 0-674-34440-5
- Roemer, J. (ed.) (1986) Analytical Marxism. Cambridge: Cambridge University Press. ISBN 0-521-31731-2
- Van Parijs, P. (1993) Marxism Recycled. Cambridge: Cambridge University Press. ISBN 2-7351-0536-9
- Wood, A. (2004) Karl Marx. New York: Routledge. ISBN 0-415-31698-7
- Wright, E. O. (2003) 'Autobiographical Essay', in Stephen Turner and Alan Sica (eds.), A Disobedient Generation.  Thousand Oaks, California: Sage Publications. ISBN 0-7619-4275-0